# Cantua dendritica
Cantua dendritica är en blågullsväxtart som beskrevs av J.M.Porter och Prather. Cantua dendritica ingår i släktet Cantua och familjen blågullsväxter. Inga underarter finns listade i Catalogue of Life.